# Озернянський замок
Озернянський замок — втрачена оборонна споруда в селі Озерна (Озернянської громади) Тернопільського району Тернопільської області України. Щойно виявлений об'єкт культурної спадщини (археології).

## Відомості
У XVII ст. споруджено замок.
1667 року татари сплюндрували містечко. Ймовірно, замок теж постраждав. Замок позначений на карті Боплана XVII ст. та в атласі володінь князів Радзивиллів у Золочівськії волості 1759 року. 
На карті фон Міга 1782 р. зображені дві будівлі та брама. Пізніше на місці замку виник двір-фільварок.
Розташовувався на земляних валах, де теперішня лікарня.